# Bahamas aux Jeux olympiques d'été de 1992
Les Bahamas participent aux Jeux olympiques d'été de 1992 à Barcelone.

## Délégation
Les Bahamas sont représentés par quatorze sportifs dont douze hommes et deux femmes engagés dans quatre sports: l'athlétisme, la natation, le tennis et la voile.

## Médaillés bahaméens
- - Frank Rutherford - Athlétisme, Triple saut hommes